# 二井田駅
二井田駅（にいだえき）は、福島県伊達市保原町二井田にある阿武隈急行線の駅である。キャッチフレーズは、「いちごとくだものの里」。

## 歴史
- 1988年（昭和63年）7月1日：開業[1][2]。

## 駅構造

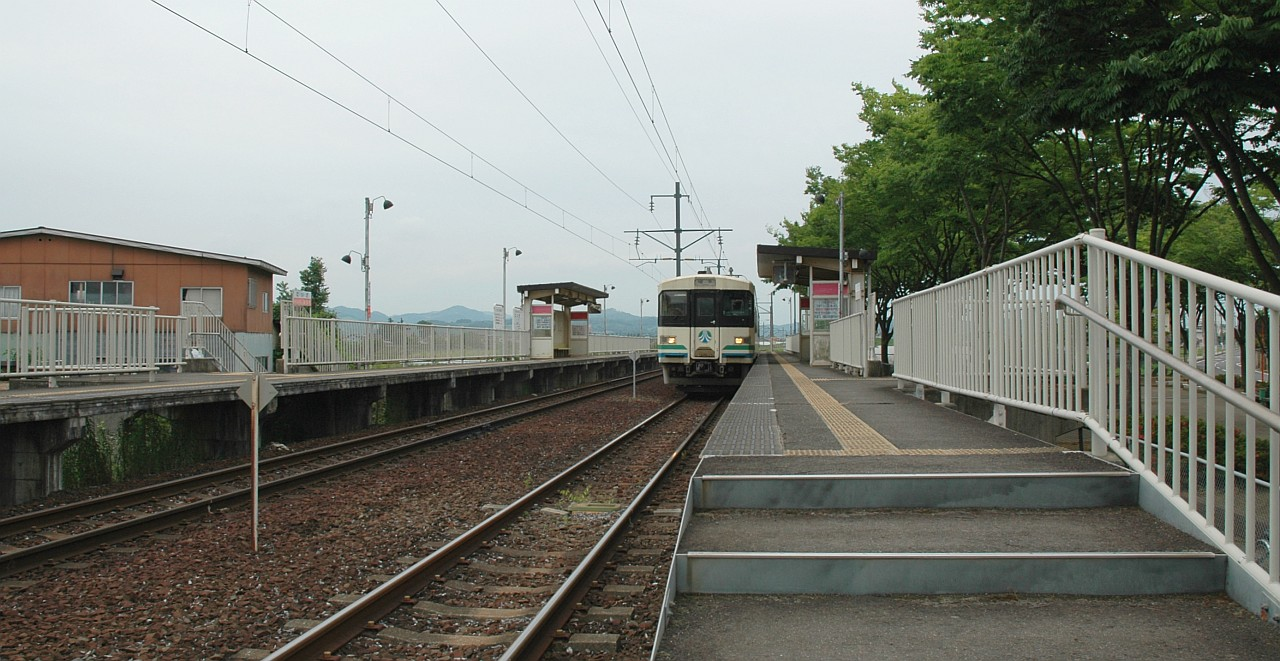
ホーム（2007年6月）

相対式ホーム2面2線の地上駅である。無人駅。上りホームと下りホームの間には構内踏切がある。

## 利用状況
2016年度の1日平均乗車人員は、36人である。
近年の乗車人員は以下の通りである（いずれも1日平均）。
| 乗車人員推移 | 乗車人員推移     |
| 年度         | 一日平均乗車人員 |
| ------------ | ---------------- |
| 2000         | 58               |
| 2001         | 58               |
| 2002         | 60               |
| 2003         | 55               |
| 2004         | 63               |
| 2005         | 63               |
| 2006         | 60               |
| 2007         | 52               |
| 2008         | 44               |
| 2009         | 41               |
| 2010         | 36               |
| 2011         | 30               |
| 2012         | 36               |
| 2013         | 38               |
| 2014         | 38               |
| 2015         | 38               |
| 2016         | 36               |

## 駅周辺
周囲には水田が広がる。
- 大田簡易郵便局
- 伊達市立大田小学校
- JAふくしま未来大田支店

## 隣の駅
阿武隈急行
■阿武隈急行線
大泉駅 - 二井田駅 - 新田駅

### 「にいだ」と読む他の駅
- 新飯田駅 - かつて新潟交通電車線にあった駅（1993年廃止）
- 仁井田駅 - JR四国土讃線の駅
- 新多駅 - かつて国鉄筑豊本線にあった貨物駅（1969年廃止）